# Володар перснів (серія фільмів)
«Володар перснів» (англ. The Lord of the Rings) — кіносерія з трьох епічних фантастичних пригодницьких фільмів від режисера Пітера Джексона, заснованих на романі «Володар перснів» британського письменника Дж. Р. Р. Толкіна. Фільми мають назви: «Володар перснів: Братерство персня» (2001), «Володар перснів: Дві вежі» (2002) і «Володар перснів: Повернення короля» (2003). Виробництвом та розповсюдженням серії займалась кінокомпанія New Line Cinema спільно з WingNut Films. До основного акторського складу увійшли: Елайджа Вуд, Ієн Мак-Келлен, Лів Тайлер, Вігго Мортенсен, Шон Астін, Кейт Бланшетт, Джон Ріс-Девіс, Крістофер Лі, Біллі Бойд, Домінік Монаган, Орландо Блум, Г'юго Вівінг, Енді Серкіс та Шон Бін.
Дія кінотрилогії розгортається у вигаданому світі Середзем'я, розповідаючи про гобіта Фродо Беґінза, який разом із Братством вирушає у подорож, щоб знищити Єдиний Перстень і разом з ним його творця, Темного Лорда Саурона. Зрештою Братство розпадається і Фродо змушений продовжувати подорож зі своїм вірним супутником Семом та підступним Ґолумом. Тим часом Араґорн, спадкоємець трону Ґондору у вигнанні, разом з ельфом Леґоласом, гномом Ґімлі, гобітами Меррі та Піппіном і чарівником Ґандальфом об'єднуються, щоб врятувати Вільні Народи Середзем'я від сил Саурона, згуртувати їх у Війні за Перстень і допомогти Фродо, відволікши увагу Саурона.
Усі три картини знімалися одночасно в рідній для Джексона Новій Зеландії з 11 жовтня 1999 року до 22 грудня 2000 року з дозйомками в 2001—2003 роках. Це був один із найбільших і найамбітніших коли-небудь реалізованих кінопроєктів, з бюджетом у $281 млн (еквівалент $494 млн у 2022). Прем'єра першого фільму серії відбулася у Лондоні 10 грудня 2001 року; прем'єра другого фільму відбулася у Нью-Йорку 5 грудня 2002 року; прем'єра третього фільму відбулася у Веллінгтоні 1 грудня 2003 року. Розширена режисерська версія кожного фільму була випущена для домашнього перегляду через рік після прокату в кінотеатрах.
«Володар перснів» вважається однією із найвидатніших і найвпливовіших кіносерій з коли-небудь створених. Проєкт мав великий фінансовий успіх і став одним з найкасовіших за усю історію, зібравши загалом в кінотеатрах $2.991 млрд. Усі три фільми отримали визнання критиків і глядачів, які високо оцінили акторську гру, режисуру, сценарій, рівень виробництва, амбіційність, емоційну глибину, новаторські спецефекти та вірність оригінальній історії. Серія отримала численні нагороди, вигравши 17 «Оскарів» (серед 30 номінацій), у тому числі найкращий фільм за «Повернення Короля». У 2021 році «Братерство персня» було відібрано Бібліотекою Конгресу США для збереження в Національному реєстрі фільмів через «значущість в культурному, історичному чи естетичному плані».

## Сюжет

### Братерство персня
В пролозі фільму показана історія кілець кінця другої епохи Середзем'я: ельфи отримали три персні влади, гноми — сім, а люди — дев'ять. Темний володар Саурон таємно викував Єдиний Перстень аби підкорити інші кільця, поступово захоплюючи владу над Середзем'ям. Люди та ельфи зібрались в Останньому Союзі і зійшлися з його армією біля Чорної Брами Мордора. Саурон вбив короля людей Еленділа, але його син Ісілдур зрубав уламком меча Єдиний Перстень з руки Саурона, чим знищив його фізичне тіло. Лорд Ельронд просив Ісілдура знищити Перстень аби покінчити з Сауроном, та Ісілдур вже був під дією чарів Персня і відмовив. Повертаюючись додому, орки напали на загін Ісілдура та вбили його, а Перстень опинився на дні річки. Через два з половиною тисячоліття його знайшов Ґолум і володів ним доки той його не покинув. Перстень був знайдений гобітом Більбо Беґінзом з Ширу.
Триває третя епоха Середзем'я. На 111-річчя Більбо у Шир прибуває маг Ґандальф, якого зустрічає Фродо, племінник Більбо. Маг та Більбо старі друзі, ще з часів мандрівки гобіта до Самотньої гори. Свято проходить весело, адже запрошено чимало гобітів з різних частин країни. Більбо виступає з промовою і раптом прощається з усіма, зникаючи за допомогою чарівного персня. Ґандальф зустрічає Більбо у нього в норі, де гобіт збирається в подорож до ельфів. Маг вмовляє Більбо залишити перстень Фродо. Фродо приходить до нори, де Ґандальф дарує тому перстень. Маг занепокоєний перстнем і просить гобіта сховати його, поки він вирушить дізнатись більше про магічні персні. Ґандальф дізнається у Мінас Тіриті, столиці Гондору, що цей перстень є Єдиним Перснем. Він відправив Фродо і його садівника Сема у подорож до Брі, де мав їх зустріти. Ще до містечка до них приєдналися їх друзі Піппін і Меррі. Гендальф же приїхав за порадою до мага Сарумана, але дізнався, що той тепер на службі в Саурона і створює йому нову армію Урук-гай. Саруман ув'язнив Ґандальфа на вершині своєї вежі. Він повідомив, що назустріч Фродо вирушили дев'ять назґулів, щоб відібрати Перстень. Фродо з друзями зустрів їх уночі, але їм вдалося від них втекти. Гобіти дісталися Брі, де їх зустрів знайомий Ґандальфа Блукач. Він повів їх у Рівенділ. Гобіти збирались зробити привал, проте довелось зачекати ночі, коли вони досягли руїн вежі Амон-Сул, де отримали зброю. Та по дорозі Король-Чаклун поранив Фродо морґульським клинком. Мандрівники зустріли ельфу Арвен, яка доправила гобіта, що помирає, до свого батька, правителя ельфів Рівендола, Елронда, і він вилікував Фродо.
У Рівендолі Фродо зустрів Більбо і Ґандальфа, який втік з башти за допомогою велетенського орла. Елронд скликав раду, де вирішувалась доля Персня. Було вирішено, що його треба знищити у полум'ї гори Ородруїн. Перстень згодився нести Фродо. З ним також мали вирушити Сем, Піппін, Меррі, Блукач (тут Фродо дізнається, що це нащадок королів Араґорн), ельф Леґолас, ґном Ґімлі (син Ґлойна, що подорожував разом з Більбо), син намісника Ґондора Боромир і Ґандальф. Спочатку Ґандальф повів Братство Персня через перевал Карадрас, але Саруман викликав грозу, що змусила повернути їх до печер Морії. Перед входом на них напало озерне чудовисько, але вони відбились від нього. У копальнях з'ясувалось, що Балін загинув. У печері, де його поховано, на них напали орки й троль, який ледь не поранив Фродо, та того врятувала кольчуга, подарована Більбо. Також йому дістався від нього меч Жало. Наступним нападником став Балроґ, демон з глибин. На мості він бився з Ґандальфом і вони обидва впали у прірву.
Вцілілі вибралися з печер і попрямували до лісу Лоріену. Там їх зустріли його володарі, Ґаладріель та Келеборн. Галадріель показала Фродо у своєму магічному дзеркалі, що в разі його поразки Шир буде знищено. Вона подарувала йому флакон зі світлом зірки Еаренділа Намаріель. Далі Братство вирушило на човнах по Андуїну. Коли вони причалили до берега, Фродо вирішив піти, але Боромир намагався забрати в нього Перстень, щоб дати силу військам Ґондору, проте гобіту вдалося втекти. В цей час їх наздогнали урук-гаї. Почалася битва. Лідер орків Ларц вбив Боромира, але сам був убитий Араґорном. Інші орки забрали в полон Меррі та Піппіна. Фродо і Сем, який ледь не потонув, перепливли річку і вирушили в Мордор самі. Араґорн, Леґолас і Ґімлі почали переслідування орків, щоб врятувати гобітів. Братство розпалося.

### Дві вежі
На початку фільму показана битва Ґандальфа та Балроґа, яка продовжується і після того, як вони починають падати у прірву. Фродо прокидається від сну і продовжує разом з Семом свій шлях через скелі до Мертвих Боліт. Уночі їх атакує Ґолум, але їм вдається його перемогти і зв'язати ельфійською мотузкою Сема. Ґолум пручається і Фродо стає жаль його. Він відв'язує істоту. Ґолум натомість обіцяє провести гобітів до Чорної Брами Мордору.
Араґорн, Леґолас і Ґімлі три дні переслідують у землях Рогану орків з полоненими Меррі та Піппіном. Леґолас зауважує, що орки прямують у Ісенґард. Король Рогану Теоден слабкий через вплив Сарумана та дезінформацію і наклепи підступного служника Ґріми, який таємно служить Саруману. Той пообіцяв йому владу і небогу короля, Еовін. Її брат Еомер сповіщає Теодена про смерть його сина Теодреда: його вбили орки. Ґріма виганяє Еомера з королівства через його взаємну неприязнь до нього. Тим часом Саруман підмовляє гірські племена до нападу на мирних жителів Рогану.
Фродо, Сем і Ґолум прямують болотами і зустрічають назґула, але їм вдається від нього заховатися. До того ж Фродо ледь не приєднується до мертвяків у болоті. Все ж вони дістаються Чорної Брами, яка відкривається, щоб впустити війська з Гараду, які йдуть на підмогу Мордору. Сем падає зі схилу, чим привертає увагу гарадримів, проте самих гобітів вони не знаходять. Фродо хоче проскочити, але Ґолум його зупиняє і каже, що знає інший шлях у Мордор, яким гобіти погоджуються йти. Вночі Еомер зі своїм загоном нападає і вбиває орків, а Меррі та Піппіну вдається втекти у ліс Фанґорн, де вони зустрічають головного ента Деревоборода. Еомер зустрічає Араґорна, Ґімлі та Леґоласа і вказує їм місце, де його люди вбили орків. За слідами на ґрунті Араґорн визначає, що гобіти попрямували до лісу. Трійця йде за ними та зустрічає Ґандальфа Білого. Разом вони прибувають у столицю Рогану Едорас, де Ґандальф звільняє Теодена від Сарумана та проганяє Ґріму. Той вирушає до Сарумана, який уже зібрав величезну армію. Теоден вирішує заховатись у Гельмовій Западині і перечекати навалу ворогів. Усі мешканці Едорасу йдуть туди, а Ґандальф поспішає знайти підмогу.
Фродо, Сем і Ґолум (Ґолум вирішує стати другом гобітів і позбутись лихого альтер еґо) потрапляють в Ітілієн, де зустрічають ще підмогу з Гараду і потрапляють у полон до військ Ґондору. Тим часом по дорозі до Гельмової Западини на людей нападають орки на вовках-варгах, і хоча їх перемагають, Араґорн падає зі скелі у річку. Це дуже засмучує Еовін, якій він дуже сподобався. У Рівендолі Елронд вирішує відправити Арвен у Сірі Гавані, щоб вона покинула береги Середзем'я і попливла на Захід, у Невмирущі Землі. Фродо дізнається, що капітан гондорців — це брат Боромира, а тому стає відома таємниця ноші гобіта і він вирішує відвезти Перстень у Ґондор. Вони вирушають до Осґіліату. Ґолум теж стає полоненим і його друга зла натура повертається і переконує його, що гобіти лихі зрадники.
Араґорн випливає і вирушає у Гельмову Западину, а дорогою зустрічає армію Ісенґарду. Він встигає попередити Теодена. На допомогу Рогану Елронд та Ґаладріель присилають ельфів-лучників на чолі з Галдіром. Армія орків прибуває вночі, вона становить десять тисяч воїнів проти невеличкого гарнізону фортеці. Починається облога. У розпал бою урук-гаї підривають стіну (Ґріма розповів Саруману про стік у стіні, який маг вирішив підірвати за допомогою пороху) і проникають за межі бастіону. Оборонці відступили до цитаделі. У цей час рада ентів вирішує, що у війну вступати не треба. Гобіти засмучуються, але Піппін вигадує, як вийти із ситуації. Він просить Деревоборода вийти на південну околицю лісу. Там ент побачив сотні зрубаних дерев і розлютився. Він скликав всіх ентів, вони попрямували на Ісенґард, а цю ходу назвали «Останнім походом ентів». Араґорн переконує Теодена вийти в бій проти орків, і на світанку до них приєднується Ґандальф, привівши Еомера та дві тисячі рогіррімів. Орки були знищені. Тим часом енти захопили Ісенґард і зруйнували всі побудови орків, а також греблю.
Фродо потрапляє у Осґіліат, де знов зустрічає назґула, але Сем вчасно приходить на допомогу. Сем розповідає, чому так важливо завершити почату справу, не відступити, і Фарамір відпускає гобітів. Ґолум веде їх далі, до Мордору. Його темний бік говорить йому, що вбити гобітів може «вона».

### Повернення короля
Фільм починається сценою, де Смеаґол (в майбутньому Ґолум) та Деаґол знаходять Перстень під час риболовлі. Хоча підійняв його з дна Деаґол, Смеаґол хоче його собі. Смеаґол вбиває Деаґола і забирає Перстень собі, після чого його зрікаються, і він іде до печер. Ґолум приводить Фродо і Сема до вежі мертвих Мінас-Морґул, біля якої починається таємний шлях у Мордор. Араґорн, Ґандальф, Ґімлі, Леґолас, Теоден і Еомер прибувають в Ісенґард, де зустрічають Меррі, Піппіна та Деревоборода, а також дізнаються, що Саруман втратив свою силу. Піппін знаходить палантир і, після повернення в Едорас і святкування перемоги, таємно дивиться в нього. Він випадково дізнається про плани ворога напасти на Мінас-Тіріт і Ґандальф разом з ним вирушає туди. Арвен бачить видіння її та Араґорнового сина і повертається до батька в Рівенділ, де просить його відновити меч Нарсіл, яким зрубали Перстень Всевладдя з руки Саурона. Вона стає смертною і від результату війни залежить, буде вона жити чи ні.
Ґандальф та Піппін прибувають у Мінас-Тіріт, де Піппін потрапляє на службу до намісника Ґондору Денетора, батька Боромира і Фарамира. Король-Чаклун та Ґотмоґ починають виступ армії орків, а в цей час Фродо, Сем і Ґолум розпочинають підйом. Піппін і Ґандальф бачать промінь, що йде з башти Мінас-Морґул, і здогадуються про початок наступу армій Мордору. Оркам вдається захопити Осґіліат. Піппін запалює сигнальний вогонь і армія Рогану збирається в Дунгарроу перед походом на допомогу Ґондору. Сюди прибуває Елронд з оновленим мечем Андурілом для Араґорна. Після цього Араґорн, Ґімлі і Леґолас йдуть Шляхом Мертвих, щоб отримати підтримку проклятої армії привидів і перемогти піратів Умбару. Меррі та Еовін вирушають на війну разом з Теоденовим військом, але таємно.
Починається облога Мінас-Тіріта. Місто атаковане орками, тролями, назґулами і бойовими механізмами, серед яких і величезний таран Ґронд у формі голови вовка. Денетор вважає, що Фарамир помер і хоче спалити його і себе, але Ґандальф і Піппін не дають йому це зробити. Сам намісник гине. Ґолум підставляє Сема і Фродо проганяє його. Далі гобіт потрапляє до печери велетенської павучихи Шелоб, яка його отруює, але її перемагає Сем, що все ж повернувся. Він гадає, що Фродо мертвий і забирає Перстень та Жало. Та тіло Фродо знаходять орки, говорять про те як Шелоб їсть і несуть у свою башту. Це почув Сем, обзиває себе дурнем і слідує за ними. Орки захоплюють столицю Ґондора, але на допомогу прибувають рогірими з Теоденом. На підмогу ж оркам надходять південні армії Гараду з мумаками (слонами). Теоден вступає у сутичку з Королем-Чаклуном і гине під вагою свого коня, а його супротивника вбивають Еовін та Меррі. З води прибувають кораблі піратів, захоплені Араґорном і армія привидів винищує всі сили ворогів. Після цього Араґорн знімає з них прокляття і відпускає.
У башті відбувається бій за мітрильну кольчугу Фродо і майже всі тут винищені, тому Сем легко знаходить Фродо. Вони вирушають до Ородруїну, одягнувшись в обладунки гоблінів. Але між Фродо і вулканом величезна армія Саурона, тому Араґорн вигадує план як виманити її звідти. Починається похід до Чорної Брами і армія Середзем'я потрапляє в оточення ворогів. Зав'язується бій. Фродо і Сем потрапляють на схил Ородруїну, але їх атакує Ґолум. Їм вдається відбитись і потрапити всередину, але Перстень бере гору над Фродо. Він не хоче його знищувати і одягає. Голум починає з ним поєдинок і падає разом з Перснем у магму. Фродо з Семом тікають з жерла, але вже починається виверження. Араґорн вступає у бій з тролем, але починає програвати. На допомогу арміям людей приходять орли. Вони також забирають гобітів з Мордору. Армія ворогів і Саурон знищені. Барад-Дур розвалюється, а земля на плато Ґорґорот просідає під усіма силами Мордору.
Всі повертаються у Мінас-Тірит, де проходить коронація Араґорна і його возз'єднання з Арвен. Гобіти повертаються у Шир, де Сем одружується з Розою Коттон, а Фродо завершує книгу Більбо. Через деякий час Фродо, Більбо, Ґандальф, Елронд, Кірдан, Ґаладріель і Келеборн їдуть у Сірі Гавані, де покидають Середзем'я і пливуть у Невмирущі Землі. Сем, Меррі і Піппін повертаються додому. Сем зустрічає свою дружину і дітей, він говорить: «Ну ось я і вдома».

## Акторський склад
Наступні актори зіграли чи озвучили персонажів, що з'явились в розширених версіях фільмів серії.
| Персонаж                   | Братерство персня                         | Дві вежі                                 | Повернення короля                        |
| Братство персня            | Братство персня                           | Братство персня                          | Братство персня                          |
| -------------------------- | ----------------------------------------- | ---------------------------------------- | ---------------------------------------- |
| Фродо Беґінз               | Елайджа Вуд                               | Елайджа Вуд                              | Елайджа Вуд                              |
| Араґорн                    | Вігго Мортенсен                           | Вігго Мортенсен                          | Вігго Мортенсен                          |
| Боромир                    | Шон Бін                                   | Шон Бін                                  | Шон Бін                                  |
| Меріадок «Меррі» Брендібак | Домінік Монаган                           | Домінік Монаган                          | Домінік Монаган                          |
| Семвайз Ґемджі             | Шон Астін                                 | Шон Астін                                | Шон Астін                                |
| Ґандальф                   | Ієн Мак-Келлен                            | Ієн Мак-Келлен                           | Ієн Мак-Келлен                           |
| Ґімлі                      | Джон Ріс-Девіс                            | Джон Ріс-Девіс                           | Джон Ріс-Девіс                           |
| Леґолас                    | Орландо Блум                              | Орландо Блум                             | Орландо Блум                             |
| Переґрін «Піппін» Тук      | Біллі Бойд                                | Біллі Бойд                               | Біллі Бойд                               |
| Шир і Брі                  |                                           |                                          |                                          |
| Більбо Беґінз              | Ієн Голм                                  |                                          | Ієн Голм                                 |
| Місіс Бресгайрдл           | Лорі Дунгі                                |                                          |                                          |
| Барліман Баттербур         | Девід Везерлі                             |                                          |                                          |
| Розі Коттон                | Сара Маклеод                              |                                          | Сара Маклеод                             |
| Хемфаст Ґемджі             | Норман Форсі                              |                                          | Норман Форсі                             |
| Еланор Ґемджі              |                                           |                                          | Александра Астін                         |
| Охоронець Брі              | Мартін Сендерсон                          |                                          |                                          |
| Фермер Меггот              | Камерон Родс                              |                                          |                                          |
| Старий Ноукс               | Білл Джонсон                              |                                          |                                          |
| Еверард Проудфут           | Ноель Епплбі                              |                                          | Ноель Епплбі                             |
| Місіс Проудфут             | Меган Едвардс                             |                                          |                                          |
| Ото Саквілл                | Пітер Корріган                            |                                          |                                          |
| Лобелія Саквілл            | Елізабет Муді                             |                                          |                                          |
| Тед Сендімен               | Брайан Серджент                           |                                          |                                          |
| Рівенделл і Лоріен         |                                           |                                          |                                          |
| Арвен                      | Лів Тайлер                                | Лів Тайлер                               | Лів Тайлер                               |
| Келеборн                   | Мартон Чокаш                              |                                          | Мартон Чокаш                             |
| Ельронд                    | Г'юго Вівінг                              | Г'юго Вівінг                             | Г'юго Вівінг                             |
| Фіґвіт                     | Брет Маккензі                             |                                          | Брет Маккензі                            |
| Ґаладріель                 | Кейт Бланшетт                             | Кейт Бланшетт                            | Кейт Бланшетт                            |
| Халдір                     | Крейг Паркер                              | Крейг Паркер                             |                                          |
| Руміл                      | Йорн Бензон                               |                                          |                                          |
| Ісенґард і Мордор          |                                           |                                          |                                          |
| Ґолум / Смеаґол            | Енді Серкіс                               | Енді Серкіс                              | Енді Серкіс                              |
| Ґорбаґ                     |                                           |                                          | Стефан Уре                               |
| Ґотмоґ                     |                                           |                                          | Лоуренс Макор Крейг Паркер (озвучування) |
| Ґріма                      |                                           | Бред Дуріф                               | Бред Дуріф                               |
| Ґрішнак                    |                                           | Стефан Уре                               |                                          |
| Луртц                      | Лоуренс Макор                             |                                          |                                          |
| Маугур                     |                                           | Роббі Магасіва Енді Серкіс (озвучування) |                                          |
| Посланець Саурона          |                                           |                                          | Брюс Спенс                               |
| Єдиний Перстень            | Алан Говард (озвучування)                 |                                          | Алан Говард (озвучування)                |
| Саруман                    | Крістофер Лі                              | Крістофер Лі                             | Крістофер Лі                             |
| Саурон                     | Сала Бейкер Алан Говард (озвучування)     |                                          | Сала Бейкер Алан Говард (озвучування)    |
| Шаґрат                     |                                           |                                          | Пітер Тейт                               |
| Шарку                      |                                           | Джед Брофі                               |                                          |
| Снаґа                      |                                           | Джед Брофі Енді Серкіс (озвучування)     |                                          |
| Уґлук                      |                                           | Натаніель Ліс                            |                                          |
| Король-Чаклун              | Брент Макінтайр Енді Серкіс (озвучування) |                                          | Лоуренс Макор                            |
| Роган і Ґондор             |                                           |                                          |                                          |
| Дамрод                     |                                           |                                          | Алістер Браунінг                         |
| Денетор ІІ                 |                                           | Джон Ноубл                               | Джон Ноубл                               |
| Еомер                      |                                           | Карл Урбан                               | Карл Урбан                               |
| Еотайн                     |                                           | Сем Комері                               |                                          |
| Еовін                      |                                           | Міранда Отто                             | Міранда Отто                             |
| Фарамир                    |                                           | Девід Венгем                             | Девід Венгем                             |
| Фреда                      |                                           | Олівія Теннет                            |                                          |
| Ґамлінґ                    |                                           | Брюс Гопкінс                             | Брюс Гопкінс                             |
| Ґрімболд                   |                                           |                                          | Брюс Філліпс                             |
| Гама                       |                                           | Джон Лі                                  |                                          |
| Галет                      |                                           | Келам Гіттінс                            |                                          |
| Іролас                     |                                           |                                          | Іан Г'юз                                 |
| Король мертвих             |                                           |                                          | Пол Норелл                               |
| Мадріл                     |                                           | Джон Бах                                 | Джон Бах                                 |
| Морвен                     |                                           | Робін Малкольм                           |                                          |
| Теоден                     |                                           | Бернард Гілл                             | Бернард Гілл                             |
| Теодред                    |                                           | Періс Хоу Стрю                           |                                          |
| Древлен                    |                                           | Джон Ріс-Девіс (озвучування)             | Джон Ріс-Девіс (озвучування)             |
| Постаті з минулого         |                                           |                                          |                                          |
| Деаґол                     | Томас Робінс (лише руки)                  |                                          | Томас Робінс                             |
| Еленділ                    | Пітер МакКензі                            |                                          |                                          |
| Гіл-Галад                  | Марк Фергюсон                             |                                          |                                          |
| Ісілдур                    | Гаррі Сінклер                             |                                          | Гаррі Сінклер                            |

## Знімальна команда
| Позиція                        |                                                           |                                                           |                                                           |
| Позиція                        | Братерство персня                                         | Дві вежі                                                  | Повернення короля                                         |
| ------------------------------ | --------------------------------------------------------- | --------------------------------------------------------- | --------------------------------------------------------- |
| Режисер                        | Пітер Джексон                                             | Пітер Джексон                                             | Пітер Джексон                                             |
| Продюсери                      | Баррі М. Осборн, Пітер Джексон, Френ Волш і Тім Сандерс   | Баррі М. Осборн, Пітер Джексон, Френ Волш і Тім Сандерс   | Баррі М. Осборн, Пітер Джексон, Френ Волш і Тім Сандерс   |
| Сценаристи                     | Френ Волш, Філіппа Бойенс, Пітер Джексон і Стівен Сінклер | Френ Волш, Філіппа Бойенс, Пітер Джексон і Стівен Сінклер | Френ Волш, Філіппа Бойенс, Пітер Джексон і Стівен Сінклер |
| Композитор                     | Говард Шор                                                | Говард Шор                                                | Говард Шор                                                |
| Оператор                       | Ендрю Лесні                                               | Ендрю Лесні                                               | Ендрю Лесні                                               |
| Монтажери                      | Джон Гілберт                                              | Майкл Гартнетт                                            | Джемі Селкирк                                             |
| Художники-постановники         | Ден Генна і Грант Мейджор                                 | Ден Генна і Грант Мейджор                                 | Ден Генна і Грант Мейджор                                 |
| Концептуальні дизайнери        | Алан Лі і Джон Хоу                                        | Алан Лі і Джон Хоу                                        | Алан Лі і Джон Хоу                                        |
| Дизайнери костюмів             | Найла Діксон і Річард Тейлор                              | Найла Діксон і Річард Тейлор                              | Найла Діксон і Річард Тейлор                              |
| Керівник по візуальних ефектах | Джим Рігель                                               | Джим Рігель                                               | Джим Рігель                                               |
| Виробничі компанії             | New Line Cinema і WingNut Films                           | New Line Cinema і WingNut Films                           | New Line Cinema і WingNut Films                           |
| Дистриб'юторська компанія      | New Line Cinema                                           | New Line Cinema                                           | New Line Cinema                                           |

## Історія створення

### Попередні спроби

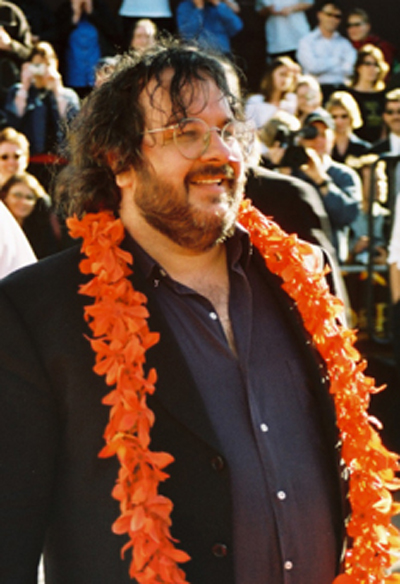
Пітер Джексон в 2003 році

Спроби екранізувати твори Толкіна робили Вільям Снайдер, Пітер Шеффер і Джон Бурман. Ці спроби закінчились створенням кількох сценаріїв, концепт-арту та анімаційного короткометражного фільму. За деякими даними, екранізацією Толкіна цікавились Волт Дісней, Ел Бродакс, Форрест Акерман, Деніс О'Делл (який розглядав Річарда Лестера як режисера, але натомість звернувся до Девіда Ліна, Стенлі Кубрика й Мікеланджело Антоніоні) та Джордж Лукас. Права на адаптацію творів Толкіна пройшли через руки кількох студій, були на короткий час передані в оренду для Rembrandt Films, а потім назавжди продані для United Artists. У 1976 році компанія United Artists передала права на «Володаря перснів» (і частину прав на «Гоббіта») компанії Fantasy Films.
У 1977 році компанія Rankin/Bass Productions випустила анімаційну адаптацію «Гоббіта» як спеціальний телевізійний серіал, а в 1978 році Ральф Бакши зняв повнометражний анімаційний фільм про першу половину «Володаря перснів». Хоча фільм був прибутковим, він не приніс достатньо грошей, щоб автоматично гарантувати продовження, яке б завершило історію. Суперечки з продюсером Солом Зенцем змусили Бакши відмовитися від проєкту. Після цього в 1980 році Rankin/Bass випустила анімаційну телевізійну адаптацію «Повернення короля». У той час було знято кілька інших фантастичних фільмів за мотивами творів Толкіна, зокрема «Темний кристал» Джима Генсона та Френка Оза та «Віллоу» Джорджа Лукаса.

На момент виходу анімаційного фільму Бакши Пітер Джексон був підлітком. Він не читав книгу, але «почув назву» і пішов подивитися фільм: 

| Мені сподобався початок — у ньому були чудернацькі сцени в Гоббітоні, моторошна зустріч із Чорним Вершником на дорозі та кілька непоганих бойових сцен — але потім, приблизно на середині, розповідь стала дуже незв'язною та дезорієнтуючою, і я справді не розумів, що відбувається. Однак фільм викликав у мене бажання прочитати книгу — хоча б для того, щоб дізнатися, що сталося!. |
| |

 Джексон придбав видання в м'якій палітурці. Пізніше він прочитав «Гоббіта» та «Сильмариліон» і прослухав радіопередачу BBC 1981 року. Припускаючи, що одного разу хтось адаптує твір для ігрового фільму, Джексон прочитав про деякі попередні спроби перенести його на екран. Він не дивився телевізійних адаптацій Rankin/Bass.

### Початок співпраці з Miramax

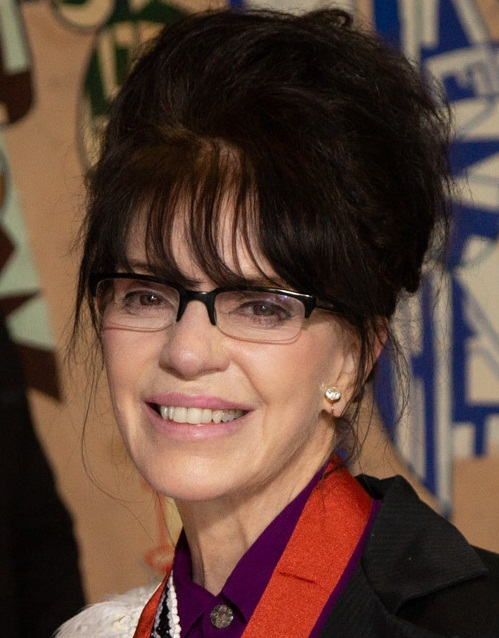
Партнерка та дружина Джексона Френ Волш

У 1995 році, завершуючи пост-продакшн «Страшил», Пітер Джексон і його дружина та партнерка Френ Волш задумали створити оригінальний фентезійний фільм, але не могли придумати сценарій, який би не був у стилі Толкіна, і зрештою вирішили шукати права на екранізацію. Вони об'єднались з Гарві Вайнштайном з Miramax, який звернувся за правами до Сола Зенца. Джексон знав, що потрібно зняти кілька фільмів, щоб віддати належне Толкіну, але спочатку запропонував одну трилогію: один фільм за мотивами «Гоббіта» і, якщо він буде успішним, два фільми за мотивами «Володар перснів», відзняті паралельно. Джексон почав перечитувати «Гоббіта», переглядаючи ілюстрації та замовляючи концепт-арти, але з правами на нього виникли проблеми, оскільки вони були розділені між Зенцом і United Artists. Вайнштайн намагався викупити частку прав студії, але безуспішно.
Екранізацію «Гоббіта» відклали, тому Джексон продовжив роботу над фільмами за мотивами «Володаря перснів»: «Ми представили ідею трьох фільмів. Miramax не дуже хотіли ризикувати, але ми домовилися про два.». Він почав писати сценарії з Волш і Стівеном Сінклером, створювати розкадрування з Крістіаном Ріверсом та обговорювати ідеї кастингу з братами Вайнштайнами. Тим часом компанія Weta Digital розпочала розробку програмного забезпечення для необхідних цифрових ефектів, а Weta Workshop почала працювати над створенням реквізиту і концепт-артів. Пізніше Сінклер вибув із проєкту у зв'язку з театральними обов'язками, але деякі його внески збереглися в фінальних сценаріях, зокрема в другому фільмі «Дві вежі».

### Перехід до New Line
У процесі написання сценаріїв стало зрозуміло, що необхідний бюджет перевищить можливості Miramax. Вайнштайни запропонували скоротити серію до одного фільму. Джексон запитав про можливість проєкту з тривалістю близько чотирьох годин, але в Miramax наполягали на двох годинах, запропонувавши серйозні скорочення історії: вирізати Брі і Битву у Гельмовому яру, об'єднати Роган і Ґондор, скоротити сцени в Рівенделлі і Морії, а Еовін мала стати сестрою Боромира. Джексон, засмучений видаленням «половини хорошого матеріалу», відхилив проєкт. Гарві Вайнштайн погрожував замінити Джексона сценаристом Гусейном Аміні та режисерами Джоном Медденом або Квентіном Тарантіно, проте Джексон вважав, що це пусті погрози з метою змусити його погодитися на створення однофільмової версії.
Шукаючи нову кінокомпанію для виробництва, Джексон зустрівся з генеральним директором компанії New Line Cinema Робертом Шеєм, який погодився на співпрацю, але попросив розширити проєкт до трилогії. У New Line було багато обнадійливих причин вважати, що кіносерія буде успішною. Miramax погодилися передати для New Line Cinema права на екранізацію та вже виконану частину роботи за 10 млн доларів та відсоток доходу від прокату фільмів за Гобітом.
Права на скорочення фінальної версії за контрактом були у Джексона і Шея, але жодного втручання в версію Джексона не відбулось. Спочатку кожен фільм мав бюджет у 60 мільйонів доларів, але New Line погодились на прохання Джексона збільшити бюджет після 26-хвилинного попереднього показу «Братерства персня» на Каннському кінофестивалі 2001 року.

## Виробництво

### Сценарій
У 1997 році Джексон разом із Крістіаном Ріверсом, Френ Волш і Філіппою Бойенс почав працювати над розкадруванням та сценарієм серії, і тоді ж доручив своїй команді розпочати проєктування Середзем'я. Джексон, Волш і Бойенс не намагались написати сценарії до фільмів так, щоб вони точно відповідали відповідним книгам. Замість цього вони вирішили створити вільну адаптацію з трьох частин, у якій деякі фрагменти з книг відсутні, деякі елементи сценарію написані з нуля, а деякі частини перенесені з однієї області в іншу. Щоб зробити історію зрозумілішою для глядачів, Джексон використав більш хронологічний підхід до розповіді, ніж складне переплетення сюжетних ліній Толкіна. Під час зйомок сценарії продовжували змінюватись, в тому числі завдяки внеску акторів, які прагнули глибше дослідити своїх персонажів.
Попередні версії сценарію містили додаткових персонажів, таких як Фетті Болджер, Ґлорфіндел, Елладан, Елрохір, Еркенбранд, Імрагіл і Форлонґ. У якийсь момент Джексон навіть розглядав можливість зняти Тома Бомбадила в камео. Ґімлі повинен був лаятися протягом усього фільму, а Арвен приєднатись до Братства в Рогані та мати оголену сцену з Араґорном у басейнах Сяйливих печер.

### Дизайн та декорації

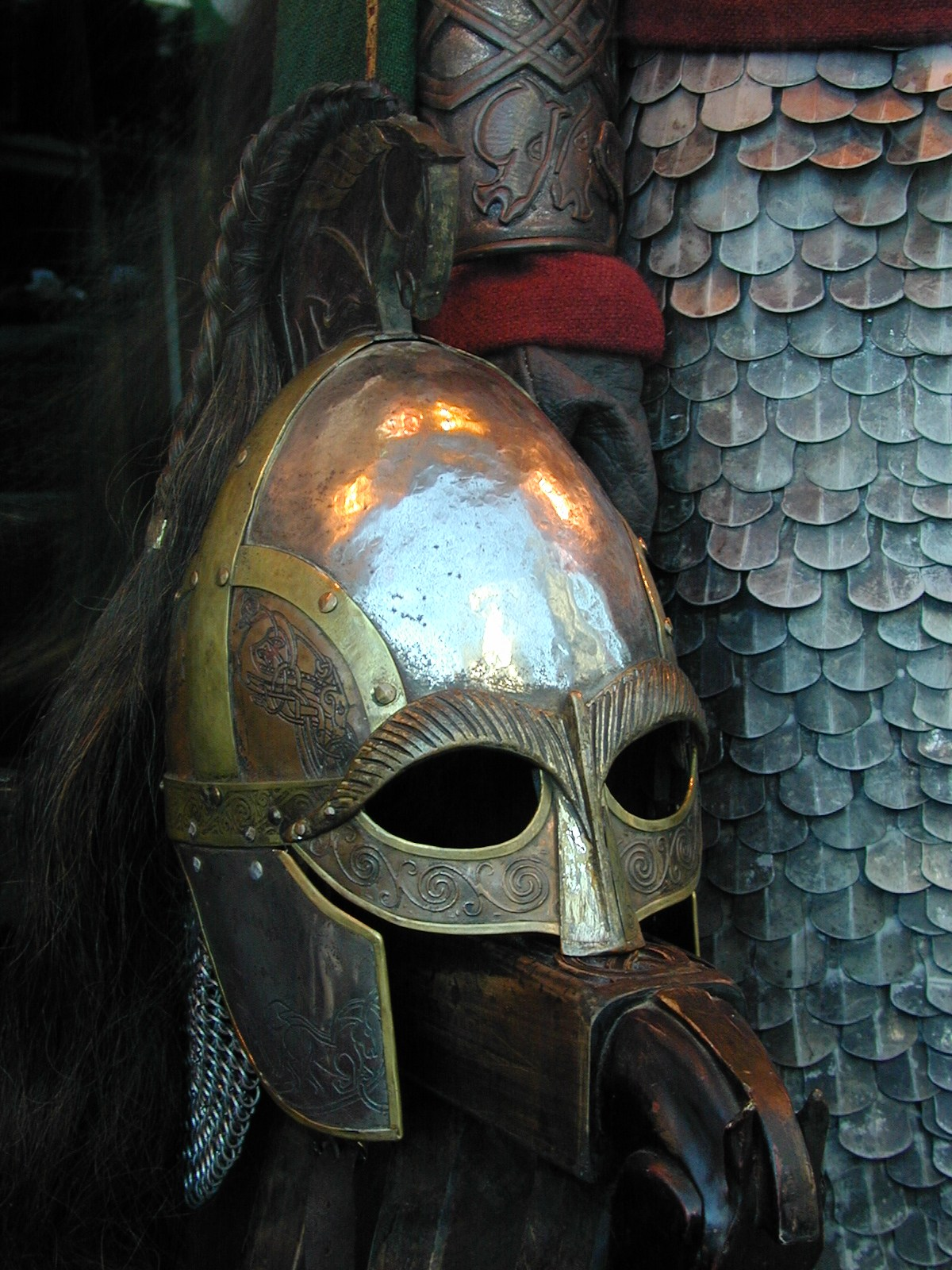
Шолом і обладунок воїна Рогана з кінотрилогії.

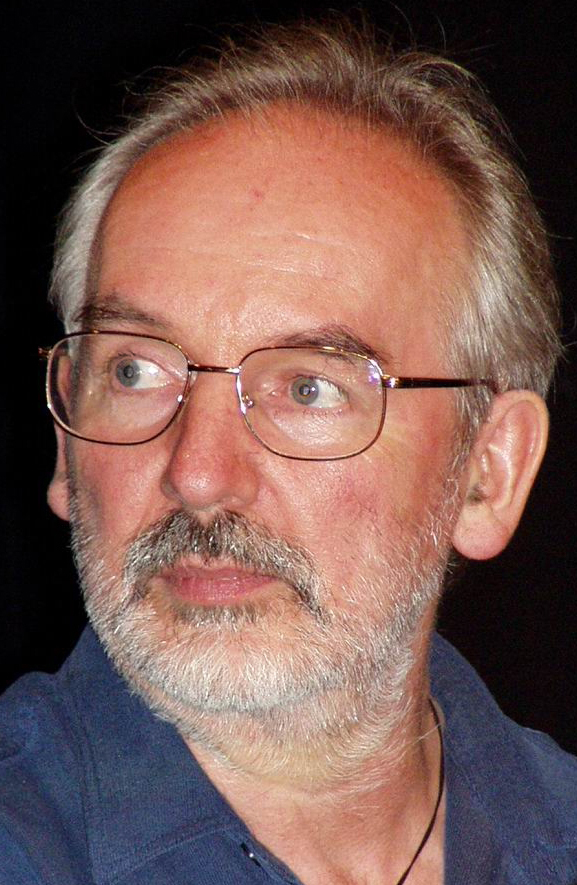
Алан Лі, ілюстратор творів Толкіна, який допомагав з візуальним дизайном фільмів.

Джексон найняв Річарда Тейлора з яким багато до цього співпрацював, щоб той разом з компанією Weta Workshop зайнявся створенням п'яти основних елементів дизайну: обладунків, зброї, гриму, істот і мініатюр. На прохання New Line, позицію керівника з анімації зайняв Джим Райгіл замінивши Марка Стетсона з Weta Digital. У листопаді 1997 року до проєкту приєдналися відомі ілюстратори творів Толкіна Алан Лі та Джон Хоу. Більшість образів у фільмах засновані на їхніх різноманітних ілюстраціях. Джексон також надихався роботами Теда Несміта, якому довелося відхилити пропозицію приєднатися до Алана та Джона.
Джексон хотів досягти реалістичності у стилі історичного епосу, посилаючись на «Хоробре серце»:

| Було б зрозуміліше, якби я назвав це історичним фільмом. Щось дуже відмінне від Темного кристалу або Лабіринту. Уявіть собі щось на зразок Хороброго серця, але з невеликою кількістю візуальної магії Легенди. [... ] Він повинен мати історичну авторитетність як у «Хороброго серця», а не беззмістовний фентезійний балаган як у «Віллоу». |
| |

Художнику-постановнику Гранту Мейджору було доручено перетворити роботи Лі та Хоу в архітектурні об'єкти, створити моделі декорацій, тоді як Ден Хенна працював артдиректором, розшукуючи локації та організовуючи будівництво декорацій. Найла Діксон співпрацювала з Річардом Тейлором над виготовленням костюмів, а Пітер Кінг і Пітер Оуен розробляли грим та зачіски. Більшість членів знімальної групи також пізніше працювали над «Гоббітом».

### Кастинг
Джексон почав обговорення кастингу під час розробки сценарію з Miramax. Волш, Джексон і Бойенс склали бажаний список кандидатів, до якого увійшли Кейт Бланшетт в ролі Ґаладріель та Ієн Голм в ролі Більбо. Маккеллен в ролі Ґандальфа став першим затвердженим Джексоном актором. Крістофер Лі надіслав Джексону свою фотографію в костюмі чарівника, пропонуючи свою кандидатуру на роль Ґандальфа, але Джексон вирішив, що Лі краще виглядає в ролі Сарумана.
Під час кастингу Джексон шукав запасні варіанти для ролей, зокрема Люсі Лоулес і Ніколь Кідман для Ґаладріель; Ентоні Гопкінс або Сильвестр Мак-Кой (зрештою обраний на роль Радаґаста в «Гоббіті») для Більбо; Пол Скофілд, Джеремі Айронс, Малкольм Макдавелл та Тім Каррі для Сарумана. Для ролі Ґандальфа розглядали Тома Бейкера, Тома Вілкінсона, Сема Нілла, Бернарда Гілла (якого, натомість, затвердили на роль Теодена) та Пітера О'Тула.
Miramax і Джексон спершу розглядали Денієла Дей-Льюїса в ролі Араґорна. Пізніше Джексон запропонував на цю роль Стюарта Таунсенда, якого в студії вважали занадто молодим. Після початку зйомок Джексон погодився і вирішив знайти заміну. Зі студією вони звернулися до Вігго Мортенсена, а також зв'язались з Расселом Кроу (який прослуховувався на роль Боромира), обравши його як запасний варіант.
Патрік Макгуен, їхній перший варіант на роль Денетора, після першої зустрічі здався їм «досить дратівливим», тому замість нього звернули увагу на Дональда Сазерленда та Джона Ріс-Девіса, і врешті-решт вибрали Джона Нобла. Ріс-Девіса було обрано на роль Ґімлі, на роль також розглядались Біллі Конноллі (який пізніше зіграв короля гномів Даїна у «Битві п'яти воїнств»), Роберт Требор та Тімоті Сполл. За словами Miramax, на роль Боромира розглядали Ліама Нісона, але він відмовився. New Line пропонували Ніколаса Кейджа, але режисери відхилили цю кандидатуру і натомість обрали Шона Біна.

### Зйомки

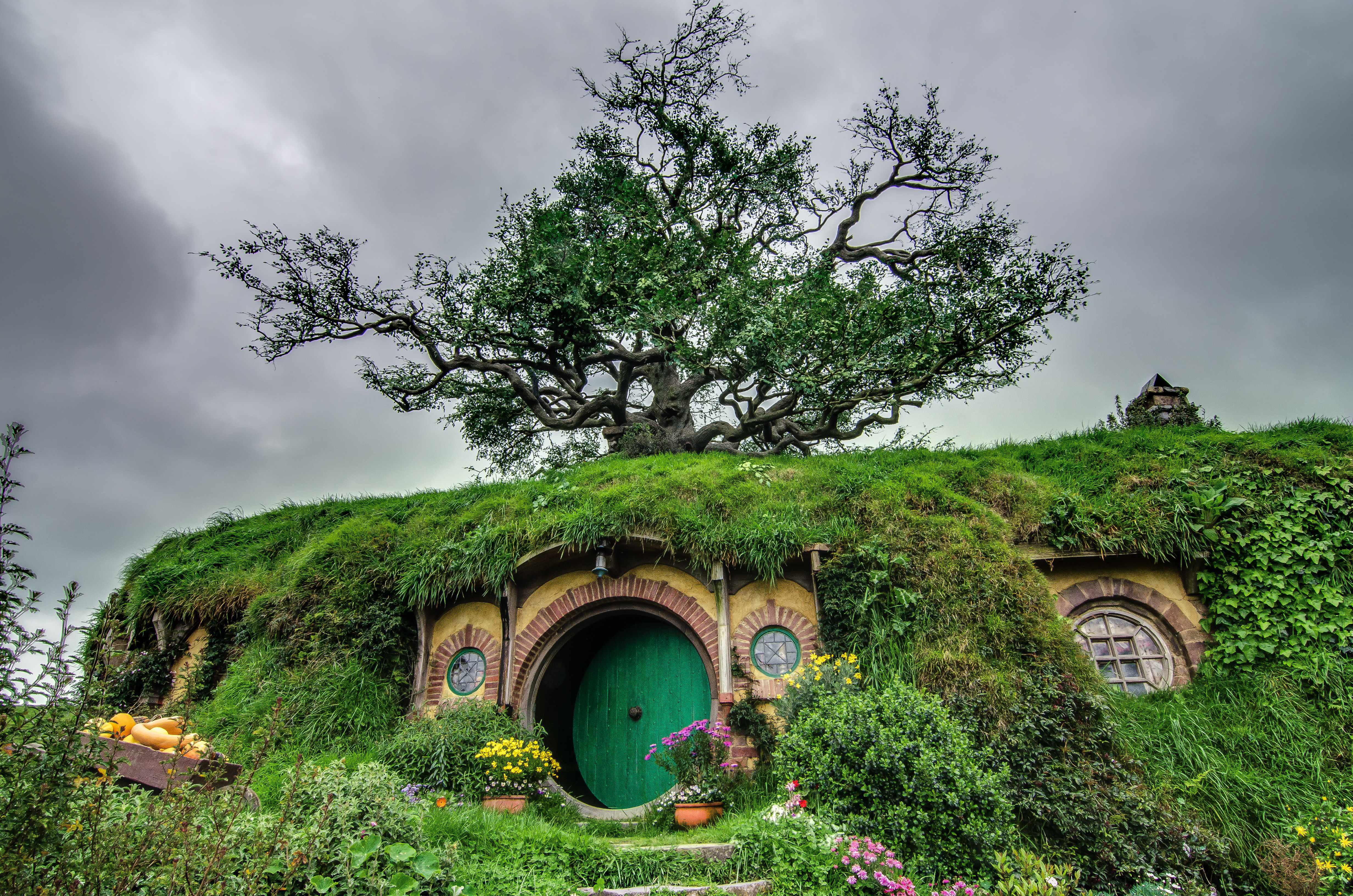
Будинок Більбо та Фродо Беґінзів у Ширі, знятий у Новій Зеландії.

Основні зйомки для всіх трьох фільмів проводилися паралельно у заповідниках і національних парках Нової Зеландії з 11 жовтня 1999 року по 22 грудня 2000 року. Щорічно з 2001 по 2003 рік відбувалися дозйомки. Семи різним знімальним командам вдалося відзняти сцени в понад 150 різних локаціях, а також павільйонах Веллінгтона та Квінстауна. Окрім Джексона, який був режисером всього проєкту, режисерами в знімальних командах були Джон Магаффі, Джефф Мерфі, Френ Волш, Баррі М. Осборн, Рік Поррас та будь-який вільний асистент режисера, продюсера чи сценариста. Зйомки сцен з мініатюрами відбувалася протягом усього знімального періоду, що становив понад 1000 знімальних днів.

### Монтаж
Кожен фільм мав цілий рік перед відповідним грудневим релізом для пост-продакшну, який часто закінчувався в жовтні-листопаді і знімальна група одразу переходила до роботи над наступним фільмом. Джексон спочатку хотів змонтувати всі три фільми з Джеймі Селкірком, але це виявилося занадто складною роботою. Наступна ідея полягала в тому, щоб Джон Гілберт, Майкл Дж. Гортон і Селкірк, відповідно, змонтували три фільми одночасно, але місяць в такому режимі виявився надто важким для Джексона. Фільми монтувались протягом наступних років, Селкірк продовжував виконувати роль «головного редактора» у перших двох картинах. Щоденна метушня часто тривала до чотирьох годин, і до того часу, коли «Братерство Персня» було випущено, монтажні версії двох інших фільмів (41⁄2 години кожна) були вже підготовлені. Загалом, з 1828 кілометрів плівки було змонтовано 11 годин 26 хвилин (686 хвилин) режисерської версії серії.

### Візуальні ефекти
Кількість сцен зі спецефектами зростала з кожним фільмом: у першому фільмі їх було 540, у другому — 799, і в третьому — 1488 (всього — 2730). Усього сцен зі спецефектами в режисерській версії трилогії — 3420. Спершу було найнято 260 художників з візуальних ефектів для роботи над трилогією, до другого фільму їх кількість подвоїлася. Команда на чолі з Джимом Рігелом та Ренді Куком доклала багато зусиль, щоб доопрацювати спецефекти в межах короткого проміжку часу. Наприклад, кілька головних кадрів Гельмового Яру були створені впродовж останніх шести тижнів постпродакшну «Двох веж», подібна ситуація сталася і під час виробництва «Повернення короля».

## Музика

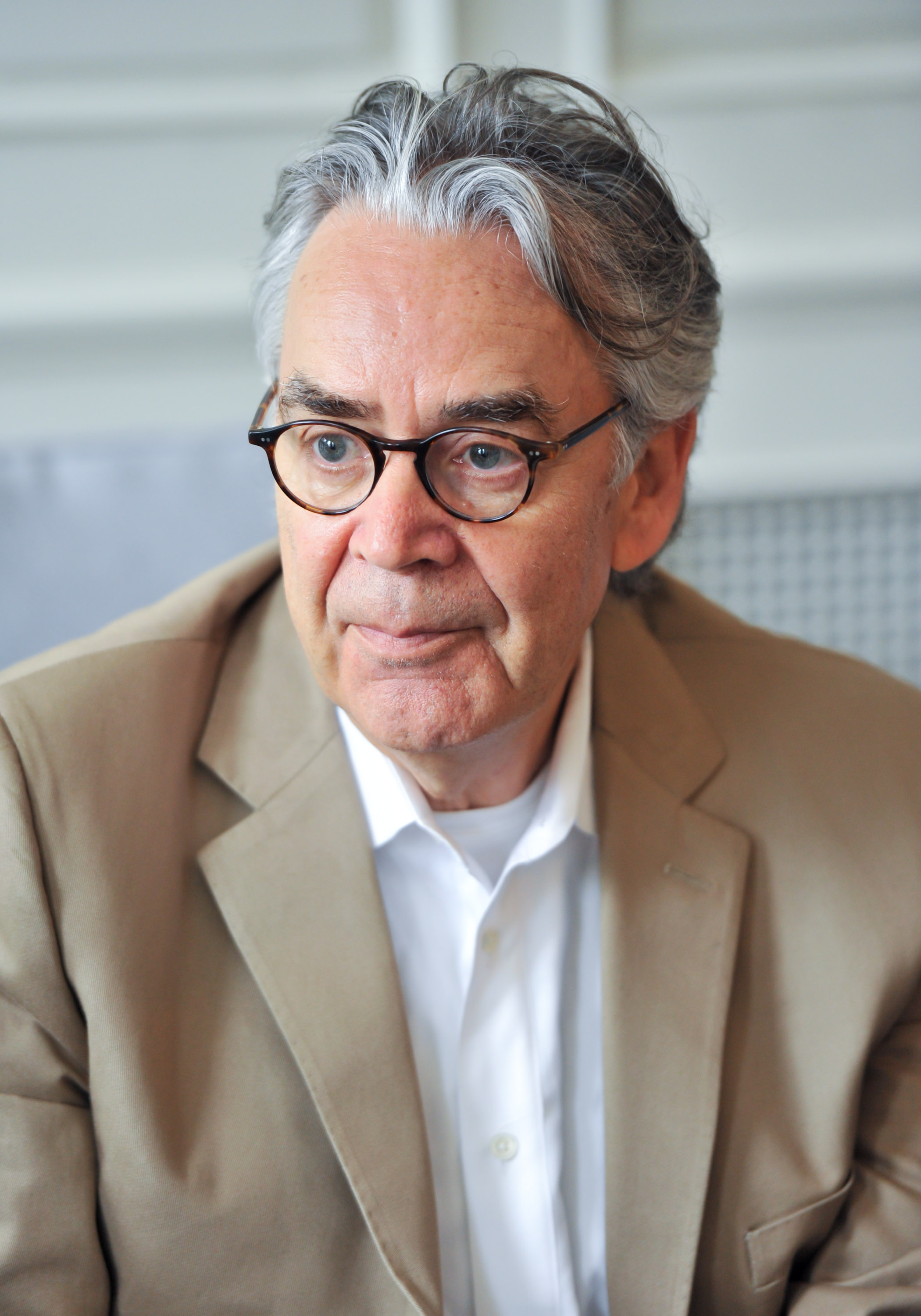
Говард Шор, композитор музики до фільмів.

Для написання музики було запрошено канадського композитора Говарда Шора. Шор відвідав знімальний майданчик у 1999 році і створив музичні теми для Ширу та Фродо ще до початку зйомок. У серпні 2000 року він знову відвідав знімальний майданчик і переглянув монтажні нарізки «Братерства персня» і «Повернення короля». Шор створив багато (від 85 до 110) лейтмотивів для представлення різних персонажів, культур та місць — найбільший каталог лейтмотивів в історії кіно, більший, для порівняння, ніж каталог усієї серії «Зоряні війни». Наприклад, є кілька мелодій лише для гобітів і Ширу. Хоча для першого фільму деякі композиції були записані у Веллінгтоні, практично вся музика трилогії була записана у Вотфордській ратуші та зведена на студії Abbey Road.
Композиції в основному виконує Лондонський філармонічний оркестр, у складі від 93 до 120 музикантів. У записі також брали участь хор London Voices, хор хлопчиків London Oratory School та багато інших виконавців, таких як Бен Дель Маестро, Шейла Чандра, Енія, Рене Флемінг, Джеймс Голвей, Енні Леннокс і Емільяна Торріні. Навіть актори Біллі Бойд, Вігго Мортенсен, Лів Тайлер, Міранда Отто і режисер Пітер Джексон (для одного звуку гонгу у другому фільмі) зробили свій внесок у музичний супровід. Френ Волш і Філіппа Бойенс виступали лібретистами, писали тексти для хору та пісень, які Девід Сало перекладав мовами Толкіна. Фінальна пісня третього фільму, «Into the West», була даниною пам'яті молодому режисеру Кемерону Дункану, другу Джексона та Волш, який помер від раку в 2003 році.
Шор склав одну головну музичну тему для Братства, а не різні теми для кожного з персонажів. Протягом розвитку сюжету можна почути то її піднесення, то спадання. Крім того, окремі теми були створені для представлення різних культур. Музику до кіносерії протягом шести років поспіль визнавали найкращим саундтреком фільму всіх часів, обійшовши композиції з таких картин як «Список Шиндлера» (1993), «Гладіатор» (2000), «Зоряні війни» (1977) та «З Африки» (1985).

## Сприйняття

### Касові збори
Рекламний трейлер трилогії вперше з'явився онлайн 27 квітня 2000 року і встановив рекорд в 1,7 мільйона переглядів за перші 24 години. У трейлері серед інших використовувались уривки із саундтреків до фільмів «Хоробре серце» та «Втеча з Шоушенка». У 2001 році на 54-му Каннському кінофестивалі був показаний 26-хвилинний передпоказ уривку «Братерства персня», насамперед сцени Середзем'я та Морії, які були дуже добре прийняті публікою.
Прем'єра «Братерства персня» відбулась 19 грудня 2001 року. У перші вихідні у США картина зібрала 47,2 мільйона доларів, а всього у світовому прокаті — понад 897 мільйонів доларів. Після титрів був показаний трейлер наступного фільму «Дві вежі». Пізніше було випущено рекламний трейлер з переробленим саундтреком з фільму «Реквієм за мрією». «Дві вежі» були випущені 18 грудня 2002 року. За перші вихідні в США фільм зібрав 62 мільйони доларів і перевершив свого попередника, зібравши більш ніж 947 мільйонів доларів у всьому світі. Трейлер «Повернення короля» був показаний лише перед фільмом New Line Cinema «Старі леви» 23 вересня 2003 року. Прем'єра «Повернення короля» відбулась 17 грудня 2003 року, зібравши за вихідні в США 72,6 мільйона доларів, і ставши другим фільмом після «Титаніка» (1997), що зібрав у світовому прокаті більше 1 мільярда доларів.
| Фільм                                | Дата виходу         | Бюджет       | Касові збори   | Касовий рейтинг | Касовий рейтинг | Джерела       |
| Фільм                                | Дата виходу         | Бюджет       | Касові збори   | Поточний        | Піковий         | Джерела       |
| ------------------------------------ | ------------------- | ------------ | -------------- | --------------- | --------------- | ------------- |
| «Володар перснів: Братерство персня» | 19 грудня 2001 року | $93 000 000  | $898 204 420   | № 64            | № 5             | [ 59 ] [ 60 ] |
| «Володар перснів: Дві вежі»          | 18 грудня 2002 року | $94 000 000  | $947 944 270   | № 56            | № 4             | [ 61 ] [ 62 ] |
| «Володар перснів: Повернення короля» | 17 грудня 2003 року | $100 000 000 | $1 147 633 833 | № 24            | № 2             | [ 63 ] [ 64 ] |
| Усього                               | Усього              | $287 000 000 | $2 993 782 523 |                 |                 | [ ком 1 ]     |

1. ↑  Деякі джерела посилаються на інші дані, ніж надає Box Office Mojo , стверджуючи, що бюджет трилогії становив $281 млн, зокрема Нью-Йорк таймс,[65] Індепендент,[66][67] The Telegraph,[68] Business Insider,[69] Collider,[70] і IndieWire.[71][72]

### Реакція критиків та глядачів
Трилогія «Володар перснів» здобула широке визнання і вважається однією з найкращих кінотрилогій в історії. Кеннет Туран з Лос-Анджелес Таймс написав, що «трилогія не скоро, якщо взагалі коли-небудь, знайде собі рівних». Тодд Маккарті з Вараєті назвав серію «одним із найамбітніших і феноменально успішних проєктів мрії всіх часів». «Братерство персня» було визнано найкращим фентезійним фільмом усіх часів за результатами опитування читачів, проведеного американським журналом Wired у 2012 році, а «Дві вежі» та «Повернення короля» посіли четверте та третє місця відповідно. The Independent поставила трилогію «Володар перснів» на 2-е місце у своєму списку «10 найкращих кінотрилогій усіх часів». Також, «Володар перснів» посів друге місце у списку «15 найкращих трилогій всіх часів» від сайту /Film, та перше місце у списку «33 найкращих кінотрилогії» від журналу Empire.
| Фільм                                | Rotten Tomatoes                               | Metacritic          | CinemaScore |
| ------------------------------------ | --------------------------------------------- | ------------------- | ----------- |
| «Володар перснів: Братерство персня» | 91 % (8.20/10 середній рейтинг) (234 огляди)  | 92/100 (34 огляди)  | A-          |
| «Володар перснів: Дві вежі»          | 95 % (8.50/10 середній рейтинг) (256 оглядів) | 87/100 (39 огляди)  | A           |
| «Володар перснів: Повернення короля» | 93 % (8.70/10 середній рейтинг) (275 оглядів) | 94/100 (41 оглядів) | A+          |

### Реакція в кіноіндустрії
Трилогія отримала визнання в кіноіндустрії, зокрема від режисерів Стівена Спілберга, Джеймса Кемерона та Джорджа Лукаса. Джон Бурман, який свого часу працював над сценарієм фільму «Володар перснів», сказав, що він радий, що його власна версія не була знята, оскільки кінотрилогія Джексона була «такого розмаху та величини, що її можна порівняти лише з будівництвом великих готичних соборів». Форрест Дж. Акерман, який до цього працював над сценарієм кіноадаптації Толкіна та знявся в «Поганому смаку» Джексона, сказав, що його варіант «ніколи не мав такого вражаючого підходу і ставлення, яким удостоїв свою версію Пітер Джексон». Артур Ранкін сказав, що Джексон знімає «чудові фільми».
Однак деякі режисери були більш критичними. Гайнц Едельманн, який пропонував ідею повнометражного анімаційного фільму, коли United Artists розглядали зйомки фільмів з «Бітлз», вважав, що фільм «погано зрежисований». Ральф Бакши, який зняв анімаційний фільм на основі першої половини оригінальної історії, не дивився фільми, але йому сказали, що фільми Джексона є похідними від його проєкту. Напередодні прем'єри він сказав, що «не розуміє цього», але «хотів би, щоб це був хороший фільм». Пізніше він скаржився на Сола Зенца, що той не повідомив його про зйомки фільму з живими акторами і сказав, що Джексон уже мав картину на якій можна учитись, тому йому «трохи легше, ніж мені». Пізніше він стверджував, що Джексон «не розумів» Толкіна і створив «сміття зі спецефектами», щоб продавати іграшки, і проєкт Джексона є похідним від його власного анімаційного фільму. Крім того, Бакши звинуватив Джексона в тому, що той не визнав впливу анімаційного фільму на нього та заявив (насправді, неправдиво) ніби-то Джексон взагалі заперечував, що бачив фільм Бакши, допоки його не змусили згадати про нього, після чого (за словами Бакши) він згадав вплив Бакши «лише раз» як «піар дурниці». Однак він похвалив спецефекти Джексона і в 2015 році навіть вибачився за деякі свої зауваження. Мультиплікатор Бакши Майк Плуг і письменник Пітер Біґл похвалили фільм.

### Порівняння з оригіналом
Порівнюючи кінотрилогію Джексона з книгами Толкіна, критики часто зауважують, що, хоча обидва твори були надзвичайно успішними з комерційної точки зору, у них існує багато відмінностей. Оглядачі відмічають захопливу здатність Джексона зняти довгу та складну роботу з красивою кінематографією, декораціями, костюмами та епічним масштабом. Проте вони виявили, що персонажі та історія значно менш глибокі ніж в книзі через більше зосередження Джексона на екшені та насильстві; в кіноадаптації втратились акценти Толкіна на свободі волі та індивідуальній відповідальності; мандрівку Фродо вглиб себе замінив мономіф з Араґорном як героєм.
Щодо того, чи кінотрилогія вірна оригіналу, думки дослідників творчості Толкіна варіюються. Американська письменниця Верлін Фліґер, вважає, що екранізації навіть не варто намагатися. На думку Вейна Гаммонда фільм жертвує багатством книги заради насильства, гострих відчуттів і дешевого гумору. Крістофер Толкін, молодший син Джона Р. Р. Толкіна, стверджує, що інтерпретація Джексона є неприйнятною. Разом з тим, сам режисер Пітер Джексон і сценаристка Філіппа Бойенс визнають, що версія фільму неминуче відрізняється. З цієї точки зору такі критики, як Браян Розбурі та Том Шиппі, називають кіносерію частковим успіхом, оскільки їй вдалось відтворити певні переживання та охопити деякі ключові теми роману. Іветт Кісор вважає, що Джексон відступив від Толкіна у багатьох деталях, але йому вдалося досягти у фільмі схожих відчуттів провидіння, евкатастрофи та взаємопов'язаності. За словами Дімітри Фімі, Джексон продовжив справу Толкіна з адаптації фольклору, додавши погляди шанувальників на цей фольклор та кінематографічні традиції, такі як зомбі, для створення власного сучасного фольклору.

## Нагороди
Три фільми разом здобули 17 премій Оскар серед 30 номінацій. Така кількість номінацій та статуеток є рекордною для будь-якої кінотрилогії. Братерство Персня на 74-й церемонії вручення премії Оскар отримало 13 номінацій (найбільше серед усіх фільмів), здобувши премію в чотирьох. «Дві вежі» на 75-й церемонії вручення премії «Оскар» отримали дві премії з шести номінацій. Картина «Повернення Короля» на 76-й церемонії вручення премії «Оскар» перемогла у всіх категоріях, де була номінована, встановивши поточний рекорд «Оскара» з найвищої результативності, а 11 здобутих «Оскарів» зрівнялись з рекордами «Бен-Гур» (1959) і «Титанік» (1997). «Повернення короля» став другим сиквелом в історії, який отримав «Оскар» за найкращий фільм після «Хрещеного батька 2» (1974).
Крім того, члени знімальної групи отримали премію «Оскар» за відтворення текстур шкіри на істотах у картині «Поверненні короля», а Стівен Регелус отримав «Оскар» за дизайн і розробку програми MASSIVE, системи анімації, яка використовувалась для зйомок сцен битв у трилогії.
| Категорія                              |                                  |                                  |                                  |
| Категорія                              | Оскар (74-та церемонія вручення) | Оскар (75-та церемонія вручення) | Оскар (76-та церемонія вручення) |
| Категорія                              | Братерство персня                | Дві вежі                         | Повернення короля                |
| -------------------------------------- | -------------------------------- | -------------------------------- | -------------------------------- |
| Найкращий фільм                        | Номінація                        | Номінація                        | Перемога                         |
| Найкраща режисерська робота            | Номінація                        |                                  | Перемога                         |
| Найкращий адаптований сценарій         | Номінація                        |                                  | Перемога                         |
| Найкраща чоловіча роль другого плану   | Номінація                        |                                  |                                  |
| Найкраща робота художника-постановника | Номінація                        | Номінація                        | Перемога                         |
| Найкраща операторська робота           | Перемога                         |                                  |                                  |
| Найкращий дизайн костюмів              | Номінація                        |                                  | Перемога                         |
| Найкращий монтаж                       | Номінація                        | Номінація                        | Перемога                         |
| Найкращий грим та зачіски              | Перемога                         |                                  | Перемога                         |
| Найкраща музика                        | Перемога                         |                                  | Перемога                         |
| Найкраща пісня                         | Номінація                        |                                  | Перемога                         |
| Найкращий звуковий монтаж              |                                  | Перемога                         |                                  |
| Найкращий звук                         | Номінація                        | Номінація                        | Перемога                         |
| Візуальні ефекти                       | Перемога                         | Перемога                         | Перемога                         |

1. ↑  Для Ієна Мак-Келлена за роль Ґандальфа.
2. ↑  За пісню "May It Be".
3. ↑  За пісню "Into the West".

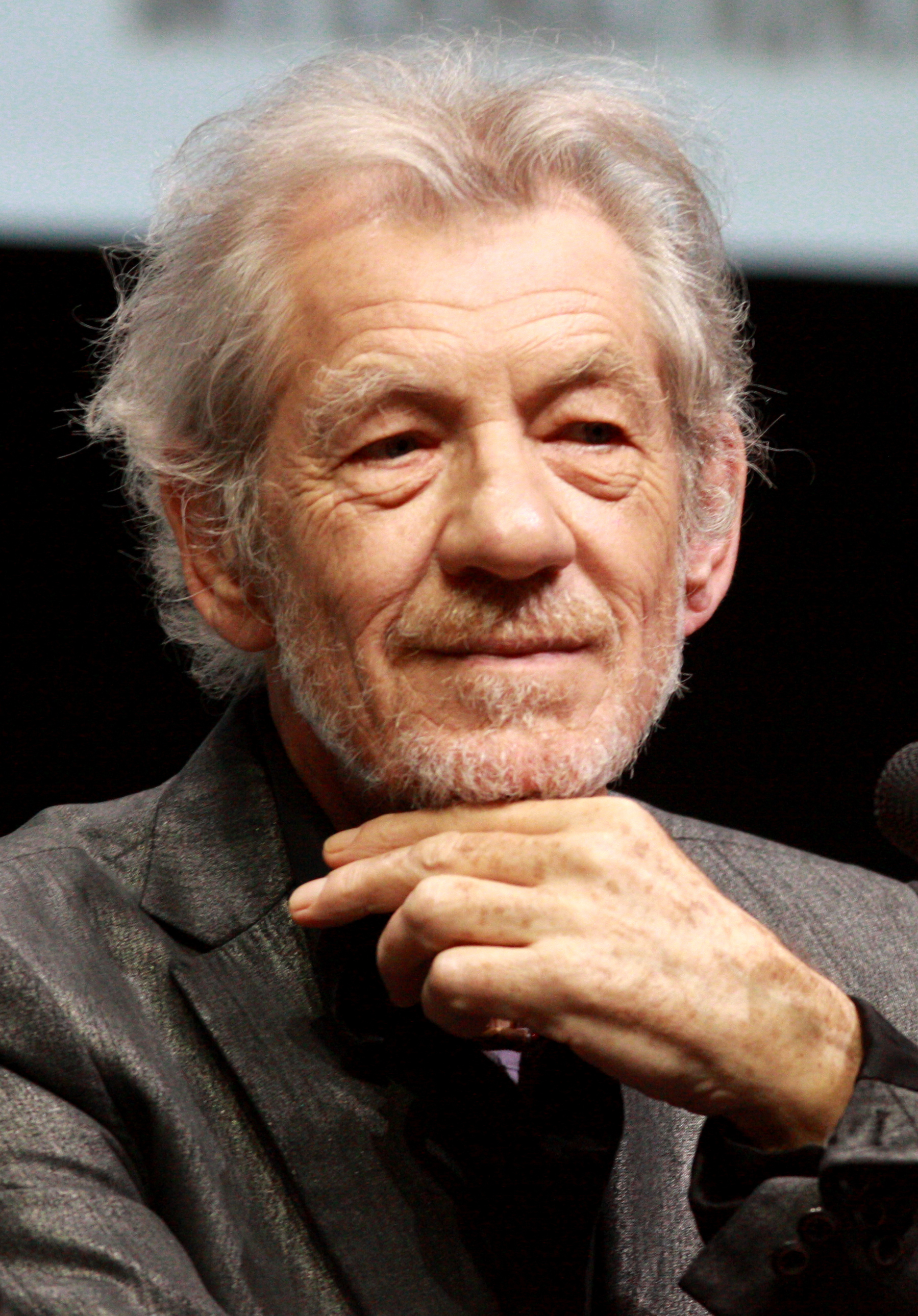
Ієн Мак-Келлен отримав велику кількість нагород за роль Ґандальфа, в тому числі номінацію на найкращу чоловічу роль другого плану на 74-й церемонії вручення премії Оскар.

Кожен фільм серії отримав премію Г'юго за найкращу драматичну постановку, премію MTV Movie Award за фільм року та премію Сатурн за найкращий фентезійний фільм. Перший і третій фільми серії також отримали премію BAFTA за найкращий фільм. Спільнота кінокритиків Нью-Йорка відзначила фільм «Повернення короля» нагородою за найкращий фільм на церемонії 2003 року.

## Вплив
Вихід фільмів спричинив сплеск інтересу до роману «Володар перснів» та інших творів Толкіна, що значно посилило його вплив на масову культуру. Успіх фільмів сприяв створенню численних відеоігор та багатьох інших тематичних товарів.

### Трилогія «Хоббіт»
З 2012 до 2014 рік Пітер Джексон і його студія Wingnut Films створили трилогію «Хоббіт», що складається з фільмів «Хоббіт: Несподівана подорож», «Хоббіт: Пустка Смоґа» та «Хоббіт: Битва п'яти воїнств». Трилогія є приквелом до фільмів «Володар перснів».

### Війна Рогіримів
На 2024 рік заплановано прем'єру повнометражного аніме-приквела до кіносерії «Володар перснів» під назвою «Війна Рогіримів». Режисером виступає японський мультиплікатор Кендзі Каміяма, а Міранда Отто (Еовін) озвучить роль оповідачки.

### Відеоігри
На додачу до кіносерії було випущено багато різних відеоігор. Зокрема: The Two Towers, The Return of the King, The Third Age, The Third Age (для Game Boy Advance), Tactics, The Battle for Middle-earth, The Battle for Middle-earth II, The Battle for Middle-earth II: The Rise of the Witch-king, Conquest, Aragorn's Quest, War in the North, Lego The Lord of the Rings, Guardians of Middle-earth, Middle-earth: Shadow of Mordor і Middle-earth: Shadow of War.

## Судові справи
Після виходу «Володаря перснів» було подано низку судових позовів проти студії щодо прибутків від трилогії. Шістнадцять акторів (Ноель Епплбі, Джед Брофі, Марк Фергюсон, Рей Генвуд, Брюс Гопкінс, Вільям Джонсон, Натаніель Ліз, Сара Маклеод, Ієн Муне, Пол Норелл, Крейг Паркер, Роберт Поллок, Мартін Сандерсон, Пітер Тейт і Стівен Юр) подали до суду через відсутність виплат від продажів товарів з їхніми зображеннями. Позов було вирішено в позасудовому порядку в 2008 році. Мирову угоду уклали надто пізно для Епплбі, який помер від раку в 2007 році. Сол Зенц також подав позов у 2004 році, стверджуючи, що йому не виплатили всі його гонорари.
Наступного року Джексон сам подав до суду на студію через недостатні виплати від першого фільму, що уповільнило роботу над «Хоббітом». У лютому 2008 року організація Tolkien Trust подала до суду через порушення умов первісної угоди Толкіна щодо прав, відповідно до яких вона має отримувати 7,5 % валової виручки від будь-яких фільмів, що базуються на його творах. Організація вимагала компенсації в розмірі $150 000 000. Суд відмовив у задоволенні цих позивних вимог, але присудив компенсацію за те, що студія проігнорувала саму угоду. 8 вересня 2009 року спір було врегульовано.

## Цікаві факти
- Режисер серії, Пітер Джексон, з'явився у кожному фільмі в камео: у «Братерстві персня» як чоловік, який жує моркву неподалік від таверни «Гарцюючий поні»; у другому фільмі він зіграв захисника Гельмового Яру (в сцені на мосту він кинув спис в орка); у третій частині (тільки в режисерській версії) він грає пірата, у якого вистрілив Леґолас[123]. Разом із Пітером Джексоном ролі піратів виконали й інші керівники на зйомках: Рік Поррас, Річард Тейлор, Ендрю Лесні та Джіно Асеведо.
- У всіх трьох фільмах з'являються син та дочка Пітера Джексона. У «Братерстві персня», на початку фільму, коли Більбо на своєму дні народження розповідає гобітам історію про тролів, вони сидять у першому ряду; в «Двох вежах» можна побачити цих же двох дітей вже як жителів Рогана в епізоді коли люди ховаються в Гельмовому Яру; в «Поверненні короля», коли Фарамир їде на штурм Осґіліата, під час проводів також можна помітити тих же двох дітей в ролі жителів Мінас-Тіріту[124].
- Вісім із дев'яти членів Братства зробили собі татуювання у вигляді ельфійського символу «9». У Елайджи Вуда татуювання знаходиться внизу живота, у Шона Астіна та Біллі Бойда — на щиколодці, у Орландо Блума — на передпліччі, у Ієна Мак-Келлена, Домініка Монагана, Вігго Мортенсена та Шона Біна — на плечі. Джон Ріс-Девіс (Ґімлі) відмовився робити собі татуювання. Режисер Пітер Джексон також зробив татуювання у вигляді ельфійського символу «10»[125].
- Виконавець ролі Сарумана — британський актор Крістофер Лі — висловив невдоволення тим, що сцена загибелі Сарумана, яка мала бути на початку третьої частини кінотрилогії, була вирізана з прокатної версії. Ця сцена була включена лише до розширеного видання трилогії на DVD[126].
- Зйомки кінотрилогії виявились для Вігго Мортенсена травматичними. Якось актору вибили передні зуби, а вдруге він зламав собі пальці на ногах просто під час дубля. Пітер Джексон захопився грою Мортенсена в сцені, де актор б'є ногою шолом орка і видає гучний вигук розпачу (друга частина трилогії — «Дві вежі»). Виявилося, що Мортенсен у цей момент закричав від болю, адже зламав собі два пальці на нозі[127].
- Виконавець ролі Леґоласа — Орландо Блум — під час зйомок впав з коня та зламав собі ребро[127].